# Bandera de las Comoras
La bandera de Comoras está formada por cuatro franjas horizontales, siendo de color amarillo, blanco, rojo y azul, de arriba abajo. En el asta hay un triángulo verde, con una media luna blanca y cuatro estrellas blancas de cinco puntas, dispuestas verticalmente entre los picos de la media luna. Tanto las cuatro estrellas como las cuatro franjas horizontales representan a las cuatro islas de las Comoras: amarillo por Mohéli (Mwali), blanco por Mayotte (reclamada por Comoras y denominada por este país como Mahoré, y que sigue perteneciendo a Francia), rojo por Anjouan (Nzwani) y azul por Gran Comora (Ngazidja). El color verde y la media luna simbolizan al Islam, que es la religión mayoritaria en Comoras, y formaban la antigua bandera de Comoras antes de añadirle las cuatro franjas horizontales.
Esta bandera fue adoptada oficialmente el 23 de diciembre de 2001.

## Colores
Los colores son definidos en la constitución nacional simplemente como amarillo, blanco, rojo, azul y verde. En ninguna parte el gobierno ha especificado los tonos de dichos colores. A falta de documento oficial estandarizado, los colores usados en los Juegos Olímpicos de 2012 son presentados en la tabla de abajo.
| Categoría | Verde    | Amarillo  | Blanco      | Rojo      | Azul     |
| --------- | -------- | --------- | ----------- | --------- | -------- |
| Pantone   | 355      | 109       | Safe        | 32        | 293      |
| RGB       | 0-150-57 | 255-209-0 | 255–255–255 | 239-51-64 | 0-61-165 |
| HTML      | 009639   | FFD100    | FFFFFF      | EF3340    | 003DA5   |

## Banderas históricas

Bandera de 1887 a 1963
Bandera de 1963 a 1975
Bandera de 1975 a 1978
Bandera de 1978 a 1992
Bandera de 1992 a 1996
Bandera de 1996 a 2001

## Banderas de las islas individuales

Bandera de Anjouan
Bandera de la Gran Comora
Bandera de Mohéli
Bandera de Mayotte